# Guillermo Rosal
Guillermo Rosal Bertrand (Barcelona, 23 de marzo de 1945) es un deportista español que compitió en bobsleigh.
Ganó una medalla de plata en el Campeonato Europeo de Bobsleigh de 1970, en la prueba cuádruple (junto con Eugenio Baturone, José Cano y José Manuel Pérez). Participó en los Juegos Olímpicos de Grenoble 1968, ocupando el 19.º lugar en la prueba cuádruple.

## Palmarés internacional
| Campeonato Europeo | Campeonato Europeo         | Campeonato Europeo | Campeonato Europeo |
| Año                | Lugar                      | Medalla            | Prueba             |
| ------------------ | -------------------------- | ------------------ | ------------------ |
| 1970               | Cortina d'Ampezzo (Italia) | Medalla de plata   | Cuádruple          |